# Carl Zimmermann (Generalmajor, 1813)
Carl Friedrich Zimmermann (* 8. Mai 1813 in Neuwedell; † 16. August 1889 in Charlottenburg) war ein preußischer Generalmajor und Kartograf und zuletzt Chef der Topographischen Abteilung des Großen Generalstabes.

## Leben

### Herkunft
Er war der Sohn des Premierleutnants a. D. und Regierungssekretärs Karl Heinrich Theodor Zimmermann (* 1778) und dessen Ehefrau Karoline Charlotte Dorothea Johanna, geborene von der Osten.

### Militärkarriere
Zimmermann besuchte das Gymnasium in Köslin und trat am 15. Januar 1831 als Musketier und Dreijährig-Freiwilliger in das 21. Infanterie-Regiment der Preußischen Armee in Stargard in Pommern. Aus einfachen Verhältnissen arbeitete er sich empor. Durch seine hervorragenden Leistungen im Bereich Kartographie und Topographie wurde er auch außerhalb militärischer Kreise bekannt. Für den Geographen Carl Ritter zeichnete er Karten für dessen Erdbeschreibung von Inner-Asien und Afrika. Er veröffentlichte auch eigene Werke, die die Aufmerksamkeit Alexander von Humboldts und des Kriegsministers Boyen erregten. Beide traten mit ihm persönlich in Verbindung und er wurde von 1841 bis 1843 Boyens Adjutant. Er war später in der Landaufnahme tätig und führte die Kippregel ein, was eine wesentliche Verbesserung der Aufnahme ermöglichte.
Als Major war Zimmermann von Ende Mai 1854 bis Anfang Dezember 1857 im Generalstab des V. Armee-Korps, anschließend im Generalstab der 12. Division (Deutsches Kaiserreich) tätig und wurde dort am 22. Mai 1858 Oberstleutnant. Als solcher wurde er am 7. August 1858 zum Direktor der Vereinigten Divisionsschulen des III. Armee-Korps ernannt. Anlässlich der Mobilmachung wegen des Sardischen Krieges übertrug man Zimmermann im Juni 1859 das Kommando über das mobile 12. Landwehr-Regiment. Im Mai 1860 trat er dann wieder in den Großen Generalstab über, wurde am 1. Juli 1860 Oberst und im Januar 1865 Chef der Topographischen Abteilung des Großen Generalstabes. Für die Dauer des mobilen Verhältnisses anlässlich des Deutschen Krieges war Zimmermann 1866 Abteilungschef im stellvertretenden Großen Generalstab. Unter Verleihung des Charakters als Generalmajor wurde er schließlich am 12. August 1873 zur Disposition gestellt.
Er wurde am 19. August 1889 auf dem Luisenfriedhof bestattet.

### Familie
Zimmermann hatte sich am 30. Januar 1851 in Berlin mit Klara Friederike Johanna Engels (1827–1903) verheiratet. Sie war die Tochter des späteren preußischen Generalmajors Friedrich Ludwig Engels (1790–1855).

## Werke
- Geographische Analyse eines Versuches zur Darstellung des Kriegstheaters Russlands gegen Chiwa. G. Reimer, Berlin 1840 (books.google.de)
- Geographische Analyse der Karte von Inner-Asien. Band 1, G. Reimer, Berlin 1841 (books.google.de)
- Kriegsschauplatz in Inner-Asien oder Bemerkungen zu der Übersichtskarte von Afghanistan, den Penjab und den Ländern am unteren Indus. E. H. Schroeder, Berlin 1842 (books.google.de)
- Wiedereroberung von Frankfurt am Main durch die Preußen im Jahre 1794.
- Denkschrift über den untern Lauf des Oxus zum Karabugas-Haff des Caspischen Meeres und über die Strombahn des Ochus, oder Tedshen der Neueren, zur Balkan-Bay; nebst einem Anhang merkwürdiger Nachrichten über die turanischen Länder, als Nachtrag der geographischen Analyse eines Versuchs zur Darstellung des Aralo-Caspischen Gesenkes. Ein Sendschreiben an Herrn Alexander von Humboldt. G. Reimer, Berlin 1845 (books.google.de)
- Versuch einer Construction der Karte von Galiläa von Carl Zimmermann. Oberst aggr. dem Gr. Generalstabe. Nach den Forschungen des verstorbenen Dr. Ernst Gustav Schulz, Königlich Preussischen Consul in Jerusalem. D. Reimer, Berlin 1861 (nli.org.il)
- Geographische Analyse zu dem Versuch einer Construction der Karte von Galiläa nebst den Beikärtchen des Gebirges Gilboa, des Felsens Dschafat und der Kreuzfahrer-Feste Accon. Vornämlich herausgegeben nach den Forschungen des verstorbenen Dr. Ernst August Schulz, ehemals Königl. Preuss. Consul in Jerusalem. Dietrich Reimer, Berlin 1861 (books.google.de)